# Землетрясение в Гуйчжоу (2010)
Землетрясение магнитудой 4,4 произошло 17 января 2010 года в 09:37:26 (UTC) в 77,8 км к югу от городского округа Аньшунь в китайской провинции Гуйчжоу. Гипоцентр землетрясения располагался на глубине 26,6 километров.

## Предпосылки землетрясения
В мае 2005 года в провинции Гуйчжоу, юго-восточный Китай, было создано водохранилище Дунцзин вместимостью 955 млн м3 с высотой плотины 150 метров. После наполнения водохранилища водой, 20 августа 2009 года в 20 км от него произошло землетрясение. Когда уровень воды в водохранилище меняется, количество землетрясений быстро увеличивается. Через месяц после землетрясения 17 января 2010 года частота землетрясений достигла 21 события при самом высоком уровне воды. Землетрясение магнитудой 4,4 вызвало обрушение горных пород, в результате которого погибли шесть человек и девять получили ранения.
Учёные провели исследования, и пришли к выводу о том, что причиной более высокой эпицентральной интенсивности землетрясения стал поверхностный эффект передачи упругой волны в ближнем поле. Камнепады возникли в результате взаимодействия нескольких факторов: очень слабого землетрясения, высоты долины и геологического разлома. Таким образом очень слабое землетрясение увеличило свою эпицентральную интенсивность I0 на 1—2 градуса, более чем в два раза увеличило амплитуду S-волны на высоте 200 м в долине, где произошло самое большое смещение в разломе. Наложение трёх факторов увеличило эпицентральную интенсивность землетрясения и непосредственно вызвало обрушение горных пород, в результате которого погибли шесть человек и девять получили ранения.

## Последствия
В результате двух оползней, произошедших во время землетрясения, как минимум 7 человек погибло, 9 получили ранения, 1 человек пропал без вести.